# Copa Argentina
Copa Argentina (română Cupa Argentinei) este competiția fotbalistică eliminatorie de cupă națională din Argentina. Competiția a fost înființată în 1969, apoi s-a desființat chiar în următorul an, în finala din 1970 jucându-se doar prima manșă, returul rămânând nejucat. În 2011 Federația Argentiniană de Fotbal a decis să reînființeze competiția.

## Câștigători
| An      | Câștigător      | Finalist        | Scoruri         |
| ------- | --------------- | --------------- | --------------- |
| 1969    | Boca Juniors    | Atlanta         | 3–1, 0–1        |
| 1970    | (Neterminată) 1 | (Neterminată) 1 | (Neterminată) 1 |
| 2011–12 | Boca Juniors    | Racing          | 2–1             |
| 2012–13 | Arsenal         | San Lorenzo     | 3–0             |
| 2013–14 | Huracán         | Rosario Central | 0–0 (5–4 p)     |
| 2014–15 | Boca Juniors    | Rosario Central | 2–0             |

Notă:

- 1 San Lorenzo și Vélez Sarsfield au fost finalistele din 1970. Primul meci s-a terminat 2–2, iar returul nu s-a mai jucat, astfel încât nu există o câștigătoare a acelei ediții.